# 奇瑟姆 (明尼蘇達州)
奇瑟姆（英語：Chisholm）是一個位於美國明尼蘇達州聖路易斯縣的城市。

## 歷史
奇瑟姆的郵局自1901年營運至今。奇瑟姆於1901年升格為城市。

## 人口
根據2020年美國人口普查的數據，奇瑟姆的面積為12.24平方千米，當中陸地面積為11.57平方千米，而水域面積為0.67平方千米。當地共有人口4775人，而人口密度為每平方千米390人。